# متصيد (إنترنت)

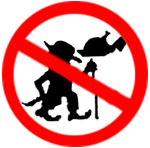
"رجاء لا تطعم المتصيدين" تعبير يدعو لعدم إبداء اهتمام بالمتصيدين كي لا يستمروا في أعمالهم التخريبية

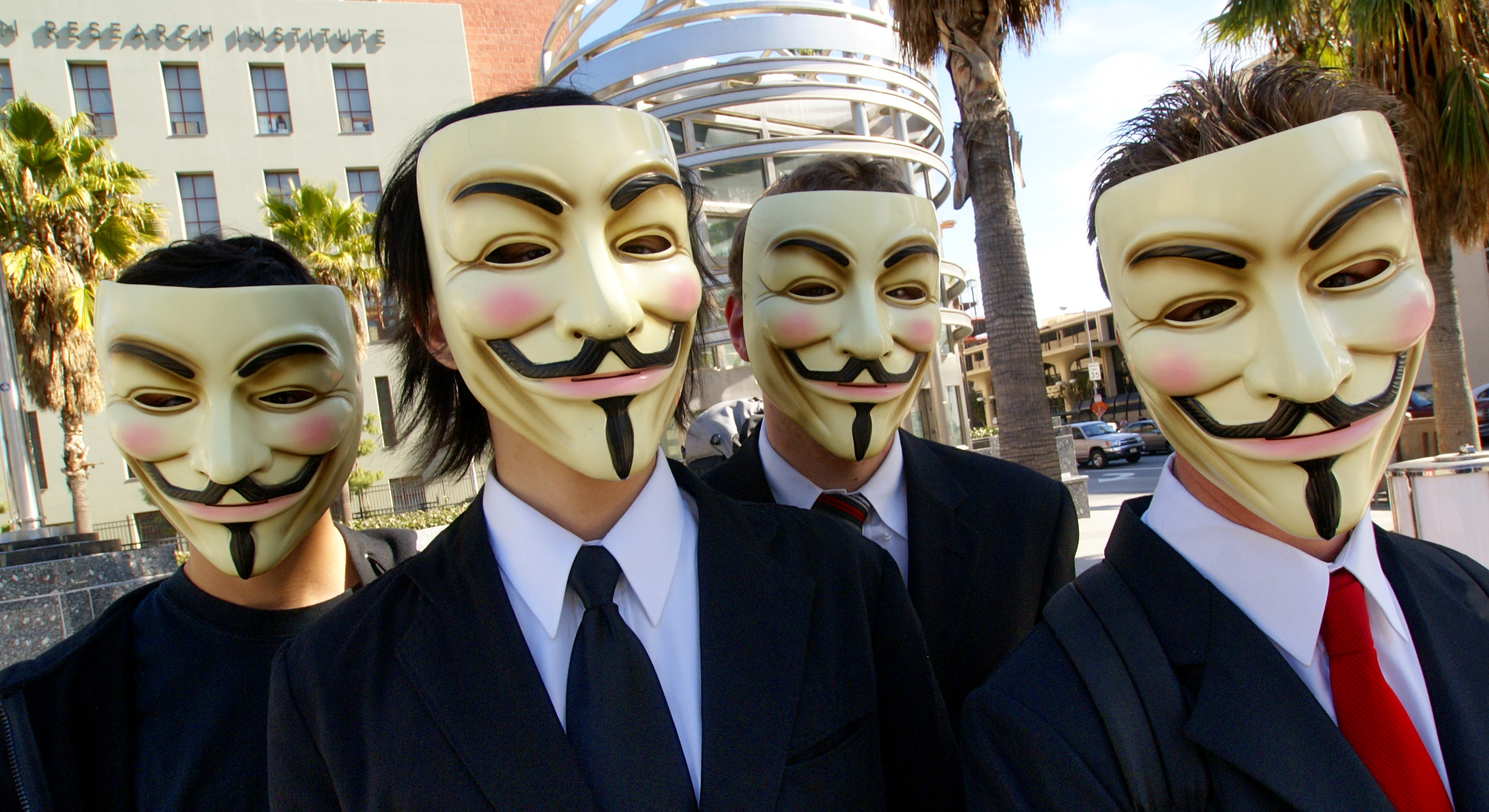

المتصيد أو الترول (بالإنجليزية: Troll)‏ ؛ هو شخص يساهم بتعليقات أو كلام مثير للجدل الترولينغ لا علاقة له بالموضوع المشارك فيه داخل مجتمع إنترنت؛ يهدف من خلاله إلى الهدم والخروج عن صلب الموضوع، بإثارة الجدل والمشاكل بين أفراد ذاك المجتمع؛ عن طريق استمالة عواطفهم وتحريكها ضد بعضهم البعض، وتحويل بيئة المجتمع من بيئة تكاملية متعاونة إلى بيئة تصارعية متنازعة؛ تشبه في تعليقاتها وتعاملاتها بيئة مجتمع المنتديات الإنترنت أو غرف المحادثة (الدردشة)؛ غير المحكومة بضوابط وقواعد مناسبة للنقاش العلمي والمفيد.

## أصل التسمية
استخدام مصطلح «المتصيد (الترول)» لأول مرة على الإنترنت؛ كان في أواخر ثمانينات القرن العشرين، ولكن أقرب مثال على ذلك كان في العام 1991م. من المعتقد أن الكلمة مقتطعة من عبارة تصيد المغفلين، المأخوذة من طريقة صيد الأسماك، والتي تكون برمي الطعم وجره ببطء في المياه؛ من أجل الوصول إلى الغرض، وهو نجاح عملية الصيد.
فالمتصيد (الترول) يتبع مثل هذا الأسلوب في النقاش حول الموضوع المستهدف؛ فهو يبدأ في النقاش «مرتديا عباءة الرجل الصالح» بتعليق ظاهره طيب (المساهمة البنّاءة ومناقشة تطوير الموضوع)، وباطنه خبيث (إثارة الجدل بين المتحاورين وتأليبهم على بعضهم)، ويحاول دائما عدم جعل نهاية للموضوع المتناقش حوله؛ كي يستنفذ وقت وجهد أفراد المجتمع ويبعدهم عن استكمال عملهم البنّاء.
كما أن مصطلح «الترول» مأخوذ من تسمية أطلقت على مخلوقات خيالية جسدت في الفلكلور الإسكندنافي، وحكايات الأطفال؛ والتي كانت في الغالب مخلوقات تضمر الشر والشر فقط.